# Günter Reimann
Günter Reimann (* 13. November 1904 in Angermünde als Hans Steinicke; † 5. Februar 2005 in New York) war ein deutschamerikanischer, marxistisch orientierter Ökonom und Journalist.

## Leben
Steinicke wurde als Sohn einer jüdischen Kaufmannsfamilie in der Uckermark geboren. In Berlin verfolgte er begeistert die Novemberrevolution. Er trat dem Kommunistischen Jugendverband bei, studierte ab 1923 Nationalökonomie und trat in diesem Jahr, aus konspirativen Gründen unter dem Namen Günter Reimann, der KPD bei. Er gehörte zu den Anhängern von Rosa Luxemburg. Ab 1925 hatte er eine führende Stellung im „Revolutionären Studentenbund“ inne.
Er wurde Diplom-Volkswirt und Kaufmann und schrieb als Redakteur für (Welt)wirtschaftsfragen für das KPD-Zentralorgan Rote Fahne. 1930 wurde er durch Jürgen Kuczynski ersetzt und bereiste als freier Schriftsteller die Sowjetunion, wo er zu der Einsicht gelangte, das der Stalinsche Staatssozialismus mit nachgeholter Industrialisierung nach westlichem Vorbild nicht praktikabel war.
Als die Gestapo ihn im Sommer 1933 verhaften wollte, floh er über Prag, Wien, Paris und Amsterdam (1937) nach London. 1936 brach er mit der KPD und fuhr 1938 in die USA. Bei Vanguard Press in New York erschien 1939 sein in Amsterdam geschriebenes Buch „The Vampire Economy“ über die NS-Wirtschaft im Deutschland. Von 1940 arbeitete er beim International Statistical Bureau und schrieb weitere Bücher. Seine Schwester Margot starb im KZ Auschwitz. 1944 erhielt er die amerikanische Staatsbürgerschaft.
Nach Kriegsende engagierte er sich gegen den Morgenthau-Plan einer Deindustrialisierung Deutschlands und für Hilfslieferungen. Er hielt auch Kontakte zu seinem Freund Herbert Wehner, der in Schweden festsaß. Die Briefe erschienen 1998 unter dem Titel Zwischen zwei Epochen.
Nach dem Zweiten Weltkrieg gründete er 1947 eine Agentur, die wöchentliche International Reports on Finance and Currencies herausgab. Die Agentur wurde zu einer Institution der Finanzwelt, die weltweit ihre Informationen aus 50 Büros und Zuträgern erhielt. Sie versorgte Unternehmer, Banken und Finanzbeamte in den USA mit Statistiken über Finanzmärkte. Er verkaufte das Blatt 1981 an den Verlag der Financial Times.
Zu seinem 90sten Geburtstag wurde Reimann Stifter des Wissenschaftspreises, der von der Rosa-Luxemburg-Stiftung Sachsen e. V. alle zwei Jahre an Studierende und junge Wissenschaftler vergeben wird. Ihm wurde am 11. Dezember 2003 das Verdienstkreuz Erster Klasse verliehen. Am 19. Februar 2004 wurde ihm diese Ehrung durch den deutschen Generalkonsul in New York, Uwe-Karsten Heye (SPD), übergeben. Er hat sich mit seinem Lebenswerk um die deutsch-jüdische Aussöhnung verdient gemacht.
Er lebte zuletzt in Manhasset, Long Island, Bundesstaat New York.

## Werke
- Günter Reimann, The Vampire Economy: Doing Business Under Fascism, Vanguard Press, New York City 1939
- Günter Reimann, The Myth of the Total State. Europe's Last Bid for World Rule, William Morrow, New York City 1941.
- Günter Reimann, Patents for Hitler, London 1943
- Günter Reimann, Der rote Profit: Preise, Märkte, Kredite im Osten. Eine Reportage und kritische Untersuchung der Revision des Staatssozialismus, F. Knapp Verlag, Frankfurt am Main, 1968
- Günter Reimann, Die Ohnmacht der Mächtigen: das Kapital und die Weltkrise, Kiepenheuer, Leipzig 1993, ISBN 3-378-00528-9
- Günter Reimann, Berlin-Moskau 1932. Das Jahr der Entscheidung, Edition Nautilus, Hamburg 1993, ISBN 3-89401-222-6
- Günter Reimann, Herbert Wehner, Zwischen zwei Epochen. Briefe 1946. Hrsg. von Claus Baumgart und Manfred Neuhaus, Kiepenheuer, Leipzig 1998, ISBN 3-378-01029-0
- Günter Reimann, Zwischenbilanz: ein Zeuge des Jahrhunderts gibt zu Protokoll. Hrsg. von Klaus Kinner und Manfred Neuhaus, Frankfurter Oder-Ed., 1994, ISBN 3-930842-04-1
- Günter Reimann, Über politische „Säuberungen“ und „Stalinisierung“. Michael Rudloff im Gespräch mit Günter Reimann, in: Leipziger Hefte 1 / 95. Studienreihe der Leipziger Gesellschaft für Politik und Zeitgeschichte e. V., Reihe A – Soziales Denken im 19. und 20. Jahrhundert